# Demonax vethi
Demonax vethi là một loài bọ cánh cứng trong họ Cerambycidae.